# イェシュ・アティッド
イェシュ・アティッド（ヘブライ語：יש עתיד、英語: Yesh Atid）は、イスラエルの政党。党名の意味は「未来がある」。

## 概説
イスラエル国内で著名なジャーナリストであったヤイル・ラピドが政治家に転身し、旗揚げされたのがこの党である。世俗志向、中道志向が強い党である。
2013年1月22日の第19回クネセト総選挙前の世論調査では10議席程度の獲得しか見込まれていなかったが、蓋を開けてみると19議席を獲得、予想外の躍進を果たした。いきなりクネセト（議会）第2党となった。
この選挙では中道を標榜する党が3つあった。一つはカディマ、もう一つはハトヌア、そして、イェシュ・アティッドである。カディマは2006年から2009年までは政権を担う党であったが、2013年の総選挙ではその影もなく、僅か2議席しか獲得できず、惨敗した。中道票がイェシュ・アティッド党に多く流れたのである。
2013年1月の総選挙後、3月にネタニヤフが主導する連立政権にイェシュ・アティッドも参加して第3次ネタニヤフ内閣(第33代政府)が発足した。しかし、ユダヤ人国家を定義する法律を推進する極右政党との間で閣内不一致を起こし、リブニ法務大臣と共に、経済産業大臣であったヤイル・ラピドも罷免されてしまう。
2015年3月の第20回イスラエル議会総選挙では19議席から8議席減らして11議席になった。これは経済再生を掲げたラピドが、経済産業大臣として功績を挙げられなかったことが要因と言われている。今回はこの選挙のあと成立したリクード主導の第四次ネタニヤフ政権(第34代政府)に参加せず、野党になった。新内閣にはシャス、トーラー連合などの宗教政党が参画したため、世俗政党である同党は入閣を拒んだとされている。
2018年に次の選挙に向けてベニー・ガンツが作った政党イスラエル回復党とヤイル・ラピドが率いる政党イェシュ・アティッドとモーシェ・ヤアロンが率いる政党テレムは政党連合青と白を結成した。
2019年4月の第21回総選挙で政党連合「青と白」は35議席分の票を得た。この選挙の結果では誰も多数派を形成することができず、総選挙を繰り返し(第22回クネセト総選挙・第23回クネセト総選挙)、なかなか新政権が発足しなかったが、ネタニヤフが率いるリクードとガンツが率いる青と白が連立政権を作ることになり、2020年5月17日にネタニヤフとガンツの政権(第35代政府)が成立した。また、ガンツのこの決定に反発して、ヤイル・ラピドが率いる政党イェシュ・アティッドとモーシェ・ヤアロンが率いる政党テレムは政党連合青と白を離脱して野党になった。
2021年3月の第24回クネセト総選挙のあと、6月2日に8党からなる新連立政権を作ることにし、政党ニューライトの党首でニューライト単体で作る政党連合ヤミナの代表のナフタリ・ベネットとイェシュ・アティッドの党首のラピドが2年ずつ交代で首相を務めることで合意した。そして6月13日にこのベネットとラピドの政権(第36代政府)が成立した。連立与党内で対立があり連立離脱者が出て過半数割れしたあとの2022年6月、首相を務めていたナフタリ・ベネットが国会の解散と総選挙を決定し首相を辞任したため、予定より早く7月1日よりラピドが首相に就任した。
同年11月1日に執行された第25回イスラエル議会総選挙ではイェシュ・アティッド単体では24議席と前回よりは増えたもののリクードを中心とする右派連合が過半数の64議席を得て12月29日に第6次ネタニヤフ内閣(第37代政府)が成立し、イェシュ・アティッドは野党になった。
2023年10月7日、ガザ地区よりハマースがイスラエル領内への奇襲攻撃を実行したことを受け、10月8日にネタニヤフ首相、ラピド、国家団結のベニー・ガンツ代表が臨時に統一政府を樹立することを協議。10日、与党リクードは主要野党と挙国一致内閣を樹立することを発表し、イェシュ・アティッドも参加することで基本合意した。イェシュ・アティッドの党首ラピドは、戦時内閣だけでなく安全保障内閣からもベザレル・スモトリッチとイタマル・ベン-グヴィルを排除するようネタニヤフに要求したが、ネタニヤフが応じなかったため、イェシュ・アティッドは2023年10月12日に発足した戦時内閣と安全保障内閣に参画しなかった。

## 政策
イェシュ・アティッドの掲げる政策は以下の通り。
1. イスラエルの市民生活を力強いものに変革する。
2. 政府システムを抜本的に変革する。
3. 超正統派ユダヤ教徒、アラブ系イスラエル人含め、すべてのイスラエル人の徴兵を実現。
4. 政府の汚職を許さず、法の支配を強化する。
5. 官僚主義と闘い、輸送機関システムを効率の良いものに改善し、住宅コストならびに生活費を下げ、イスラエルから貧困を撲滅する。
6. 教育法の改正。
7. 憲法の制定（イスラエルには成文憲法がなく、基本法があるのみである）。
8. イスラエルとパレスチナの二国家共存による平和の実現。イスラエルがつくった大規模入植地の安全の確保。

## 選挙結果
| 選挙     | 党首           | 得票数                     | %                          | 議席数   | +/–      | 地位 |
| -------- | -------------- | -------------------------- | -------------------------- | -------- | -------- | ---- |
| 2013     | ヤイル・ラピド | 543,458                    | 14.33 (#2)                 | 19 / 120 |          | 与党 |
| 2015     | ヤイル・ラピド | 371,602                    | 8.81 (#4)                  | 11 / 120 | 8        | 野党 |
| Apr 2019 | ヤイル・ラピド | 政党連合青と白の一部として | 政党連合青と白の一部として | 15 / 120 | 4        |      |
| Sep 2019 | ヤイル・ラピド | 政党連合青と白の一部として | 政党連合青と白の一部として | 13 / 120 | 2        |      |
| 2020     | ヤイル・ラピド | 政党連合青と白の一部として | 政党連合青と白の一部として | 13 / 120 | 増減なし | 野党 |
| 2021     | ヤイル・ラピド | 614,112                    | 13.93 (#2)                 | 17 / 120 | 4        | 与党 |
| 2022     | ヤイル・ラピド | 847,435                    | 17.79 (#2)                 | 24 / 120 | 7        | 野党 |